# Великолепный мясник
«Великоле́пный мясни́к» (англ. The Magnificent Butcher, иер. трад. 林世榮, кант.-рус.: Лам Сай Вин) — гонконгский фильм с боевыми искусствами, главную роль в котором исполнил Саммо Хун. Среди приглашённых звёзд — Куань Такхин, Юнь Пиу и Вай Пак.

## Сюжет
Лам Сайвин — ученик Вон Фэйхуна. Давно потерянный брат Сайвина, Лам Сайкуон, приезжает в город со своей невестой Чён Ютмуй. Коу Тайхой, сын мастера Коу Патхиня, увидав невесту, жаждет её, а затем похищает.
Вон Фэйхун выезжает из города и покидает Лам Сайвина и других учеников, включая Лён Фуня и Куай Кёкчхата, чтобы они были самостоятельными.
Лам Сайкуон нападает на Тайхоя, угрожая убить его, если он не освободит невесту. Лам Сайвин становится свидетелем того, как Сайкуон избивает Тайхоя. Не зная, что Сайкуон его брат, Сайвин останавливает и прогоняет его. Подавленный Сайкуон решает покончить с собой, но его спасает нищий пьяница Соу, старый друг Вон Фэйхуна, который хорошо владеет кунг-фу. Сайкуон рассказывает свою историю этому нищему. Соу сталкивается с Тайхоем, который утверждает, что Лам Сайвин забрал невесту. Поэтому Соу находит Сайвина и обвиняет его в похищении Ютмуй. Сайвин просит встречи с Сайкуоном. Соу устраивает им встречу, после чего они понимают, кем они приходятся друг другу. Сайвин, Сайкуон и нищий Соу осознают, что Ютмуй всё ещё у Тайхоя.
Ланьсам пытается спасти Ютмуй, но терпит неудачу и попадает в плен к Тайхою.
Лам Сайвин и Соу объединяются и освобождают Ютмуй из плена. Также они освобождают Ланьсам, думая что она просто пленница Тайхоя и не зная, что она является крестницей мастера Патхиня. Она не рассказывает им про это. Все они идут в дом Сайвина. Там Сайвин случайно оскорбляет Ланьсам, после чего она решает наказать его. Нищий выпивает слишком много вина и теряет сознание. Чтобы причинить неудобства Сайвину, Ланьсам настаивает на своём пребывании в его доме, утверждая, что у неё нет дома и симулируя травму, из-за которой она не в состоянии ходить. Она ложится в постель. Просыпается Соу. Сайвин приглашает нищего выпить, чтобы тот не заметил Ланьсам в кровати, и они уходят. Тайхой врывается в дом Сайвина и пытается изнасиловать Ланьсам. Она сопротивляется, кричит, и, пытаясь заставить замолчать, Тайхой случайно убивает её. Всё это случайно подслушивает ночной сторож. Тайхой убегает, неосознанно оставив кольцо, которое находит сторож.
Тайхой обвиняет Сайвина в убийстве. Полагая, что Сайвин сбежит в школу Вон Фэйхуна, мастер Патхинь идёт туда с двумя своими учениками и ломает табличку школы. Фунь и Кёкчхат атакуют Патхиня и его учеников. Лам Сайвин приходит туда во время боя, и Патхинь наносит ему смертельное ранение. Фунь и Кёкчхат относят умирающего к нищему, который успешно лечит раны и критикует его навыки кунг-фу. Лам Сайвин просит старика научить его, как улучшить свои навыки в кунг-фу.
Тайхой узнаёт, что сторож нашёл кольцо, и пытается убить его, но тот сбегает. Сторож, спасаясь от Тайхоя, натыкается на Сайкуона с невестой и рассказывает про убийство Ланьсам. Позже Тайхой ловит и убивает сторожа, а заодно и Сайкуона. Ютмуй спасается с кольцом, которое она отдаёт Лам Сайвину. Она рассказывает ему произошедшее.
Позднее Лам Сайвин портит вечеринку Тайхоя, которую тот проводит на арендованной лодке. Сайвин приходит туда с похоронной доской с именем брата. Он дерётся с людьми Тайхоя, но сам организатор вечеринки бежит. Сайвин ловит беглеца и избивает его. Наконец, Тайхой просит о пощаде, валяясь на полу и кланяясь похоронной доске с именем Сайкуона. Лам Сайвин бьёт его в голову и тот умирает.
Утром мастер Патхинь был расстроен смертью сына и устроил похороны на главной площади города, ожидая что мимо пойдёт Сайвин. Когда он наконец приходит, Патхинь пытается убить его. Завязывается драка, в ходе которой похоронная доска с именем Тайхоя оказывается разбитой. Патхинь атакует сильнее, но всё равно проигрывает. После боя возвращается Вон Фэйхун и готовится наказать Лам Сайвина за то, что тот повесил табличку школы вверх тормашками.

## В ролях
| - Саммо Хун — Лам Сайвин - Куань Такхин — Вон Фэйхун - Юнь Пиу — Лён Фунь - Вай Пак — Куай Кёкчхат - Фань Мэйшэн — нищий Соу - Чун Фат — Странный Кот - Лэй Хойсан — учитель Коу Патхинь | - Фун Хаконь — Коу Тайхой - Джоджо Чань — Коу Ланьсам - Чён Кам — Лам Сайкуон - Тхон Чин — Чён Ютмуй - Лам Чинъин — убийца с веером - Чан Чхолам — ночной сторож |

## Производство
Изначально отец режиссёра, Юнь Сиутхинь, был назначен исполнить в фильме свою роль нищего Соу. Тем не менее актёр умер от сердечного приступа до начала производства картины, из-за чего его заменил характерный актёр Фань Мэйшэн.

## Кинотеатральный прокат в Гонконге
Премьера состоялась 19 декабря 1979 года. Общая сумма кассовых сборов от домашнего проката, проходившего по 2 января 1980 года, составила почти 4 миллиона гонконгских долларов, что позволило фильму занять пятое место в списке самых кассовых фильмов Гонконга за 1979 год.